# Lady Bird
Lady Bird (bra: Lady Bird: A Hora de Voar; prt: Lady Bird) é um filme estadunidense de 2017 do gênero comédia dramática, escrito e dirigido por Greta Gerwig.
Estrelado por Saoirse Ronan, Laurie Metcalf, Tracy Letts, Lucas Hedges, Timothée Chalamet, Beanie Feldstein, Stephen McKinley Henderson e Lois Smith, estreou no Festival de Cinema de Telluride em 1 de setembro de 2017.

## Elenco
- Saoirse Ronan - Christine "Lady Bird" McPherson[7]
- Laurie Metcalf - Marion McPherson
- Tracy Letts - Larry McPherson
- Lucas Hedges - Danny O'Neill
- Timothée Chalamet - Kyle Scheible
- Beanie Feldstein - Julianne "Julie" Steffans
- Stephen McKinley Henderson - Leviatch
- Lois Smith - Sarah Joan
- Laura Marano - Diana Greenway
- Jordan Rodrigues - Miguel McPherson
- John Karna - Greg Anrue
- Odeya Rush - Jenna Walton
- Jake McDorman - Mr. Bruno
- Kathryn Newton - Darlene
- Andy Buckley - Tio Matthew
- Danielle Macdonald
- Kristen Cloke - Ms. Steffans
- Marielle Scott - Shelly Yuhan
- Monique Edwards - Enfermeira
- Bayne Gibby - Casey Kelly

## Prêmios e indicações
| Prêmio             | Categoria                         | Recipientes                           | Resultado |
| ------------------ | --------------------------------- | ------------------------------------- | --------- |
| Globo de Ouro 2018 | Melhor filme - comédia ou musical | Scott Rudin, Eli Bush, Evelyn O'Neill | Venceu    |
| Globo de Ouro 2018 | Melhor atriz - comédia ou musical | Saoirse Ronan                         | Venceu    |
| Globo de Ouro 2018 | Melhor atriz coadjuvante          | Laurie Metcalf                        | Indicado  |
| Globo de Ouro 2018 | Melhor roteiro                    | Greta Gerwig                          | Indicado  |
| Oscar 2018         | Melhor filme                      | Scott Rudin, Eli Bush, Evelyn O'Neill | Indicado  |
| Oscar 2018         | Melhor direção                    | Greta Gerwig                          | Indicado  |
| Oscar 2018         | Melhor atriz                      | Saoirse Ronan                         | Indicado  |
| Oscar 2018         | Melhor atriz coadjuvante          | Laurie Metcalf                        | Indicado  |
| Oscar 2018         | Melhor roteiro original           | Greta Gerwig                          | Indicado  |
| BAFTA 2018         | Melhor roteiro original           | Greta Gerwig                          | Indicado  |
| BAFTA 2018         | Melhor atriz                      | Saoirse Ronan                         | Indicado  |
| BAFTA 2018         | Melhor atriz coadjuvante          | Laurie Metcalf                        | Indicado  |